# Сун Пин
Сун Пин (кит. упр. 宋平, пиньинь Sòng Píng; Сун Пин род. 24 апреля 1917, Цзюйсянь, Шаньдун)— китайский политический и партийный деятель, представитель второго поколения лидеров КНР. Член посткома Политбюро ЦК КПК с 1989 по 1992 год, член Политбюро с 1987 года, в 1987—1989 годах заведующий Организационным отделом ЦК, в 1983—1988 годах член Госсовета КНР и в 1983—1987 годах глава Госплана КНР (зампред с 1981 года). В 1977-81 годах партийный лидер пров. Ганьсу, одновременно в 1977-79 годах её губернатор.
Член КПК с 1937 года, член ЦК КПК с 1977 по 1992 год, член Политбюро ЦК КПК 13-го созыва и с 1989 года член его постоянного комитета.
Был давним политическим союзником Дэн Сяопина и называется важным покровителем Ху Цзиньтао и близких к нему. Бывший секретарь Чжоу Эньлая. Наряду с Сун Жэньцюном и Deng Yingchao, Сун Пин долгое время считался одним из выдающихся «революционных старейшин» Китая (geming yuanlao), оказывавших значительное влияние «из-за кулис». Его влияние на высшую политику сохранялось до ранних 2000-х.

## Биография
Окончил химфак Университета Цинхуа.
В поздних 30-х (согласно другому источнику — уже в 40-х) учился в ЦПШ и Институте марксизма-ленинизма в Яньане. В середине 1940-х являлся политическим секретарем Чжоу Эньлая.
В поздних 50-х стал зампредом Госплана. В 1960-х на него была возложена ответственность за Third Front (China).
В годы Культурной революции был активен в провинции Ганьсу.
В 1977-81 годах партийный лидер пров. Ганьсу, одновременно в 1977-79 годах её губернатор.
С 1981 года зам., в 1983—1987 гг. глава Госплана КНР и в 1983—1988 годах член Госсовета КНР.
В 1987—1989 гг. заведующий Орготделом ЦК КПК. С июня 1989 г. член ПК Политбюро ЦК КПК. С 1992 года в отставке.
Являлся членом Постоянного комитета Президиума 16-го, 17-го и 18-го съездов КПК.
Будучи главою Ганьсу, стал первым «ментором» Ху Цзиньтао.
Способствовал продвижению Вэнь Цзябао, впоследствии Премьера Госсовета КНР. Его личным секретарем был Чжан Сюэчжун.
Супруга — Chen Shunyao.
Член постоянного комитета президиума 20-го съезда КПК.